# Toine Mazairac
Antonius Hendricus (Toine) Mazairac (Roosendaal, 24 mei 1901 – Dortmund, 11 september 1966) was een Nederlands wielrenner, autohandelaar en luchtvaartenthousiast.

## Wielrennen
Mazairac behaalde zijn grootste successen als amateursprinter. Driemaal won hij een medaille tijdens wereldkampioenschappen; in 1923 werd hij tweede, in 1926 derde en in 1929 werd hij wereldkampioen. Tijdens de Olympische Zomerspelen 1928 in Amsterdam won Mazairac de zilveren medaille. In de finale werd hij verslagen door de 20-jarige Fransman Roger Beaufrand.
Na de zege te hebben behaald op de wereldkampioenschappen in 1929 zette Mazairac een punt achter zijn carrière als wielrenner.

## Autohandel
Mazairac nam in Bergen op Zoom de failliete autohandel N.V. Motor over.. Deze was niet ver gelegen van de wielerbaan De Raayberg, waar hij veel van zijn successen behaalde. Gedurende de Tweede Wereldoorlog werden zijn auto's gevorderd. Hij wilde niet voor de bezetters werken en dus dook Mazairac onder, samen met zijn gezin. Na de oorlog bouwde Mazairac zijn bedrijf uit tot een van de grootste in de regio.

## Luchtvaart
Ook in de luchtvaart was Mazairac actief. Als mede-oprichter van de Bergen-op-Zoomsche Zweefvliegclub speelde hij een zeer belangrijke rol bij de oprichting van het vliegveld De Eendenkooy in Hoogerheide. Later werd dit vliegveld als Vliegbasis Woensdrecht een grote werkgever voor West-Brabant.

## Overlijden
In 1966 maakte Mazairac tijdens een wielerwedstrijd voor veteranen in Dortmund een zware val. Hierbij liep hij een schedelbasisfractuur op, waaraan hij een dag later overleed.
- Bibliothèque nationale de France: cb17075181w (data)
- Virtual International Authority File: 6003147605368857760000